# Over Jerstal
Over Jerstal is een plaats in de Deense regio Zuid-Denemarken, gemeente Haderslev. De plaats telt 1136 inwoners (2008).